# Ільдіко Ронай
Ільдіко Ронай (25 березня 1946 , Будапешт ) — угорська фехтувальниця на рапірах, срібна призерка Олімпійських ігор 1972 року.

## Виступи на Олімпіадах
| Олімпіада   | Дисципліна      | Місце |
| ----------- | --------------- | ----- |
| Мюнхен 1972 | командна рапіра | 2     |